# Babylon's Fall
Babylon's Fall est un jeu vidéo de rôle d'action développé par PlatinumGames et édité par Square Enix, sorti sur Microsoft Windows, PlayStation 4 et PlayStation 5 le 3 mars 2022.
Après un échec commercial critique, Babylon's Fall ferme ses serveurs le 28 février 2023, soit moins d'un an après sa sortie officielle.